# Gongsun Du
En aquest nom xinès, el cognom és Gongsun.
Gongsun Du (mort el 204) va ser un general i senyor de la guerra que va viure durant el període de la tardana Dinastia Han Oriental de la història xinesa. Gongsun va estar governador de Liaodong i sovint va ser referit com 'Gongsun Du el Bel·licorós'. Ell no va tenir l'oportunitat d'entrar realment en guerra fins que Dong Zhuo va prendre el poder a partir de segrestar a l'Emperador Shao. Dong, amb l'esperança d'expandir l'imperi, va donar a Gongsun Du l'ordre d'atacar Corea a través de la mar. Du va tenir èxit en el seu atac i establí les comandàncies de Daifang i Lelang, entre d'altres.
Sota altra ordre de Dong Zhuo, Gongsun Du prengué el control de la prefectura Liaoning. Aquest seria el començament del poder de Gongsun al nord-est. Gongsun Du n'enviaria a Gongsun Muo i Zhang Pi al que és avui en dia Corea del Sud per tal d'aconseguir més terres. En novè any del Jian'an (204), Gongsun Du va faltar i el seu fill Gongsun Kang va prendre la seva posició i controlà l'extrem nord-est del territori asiàtic oriental.